# Skrucha

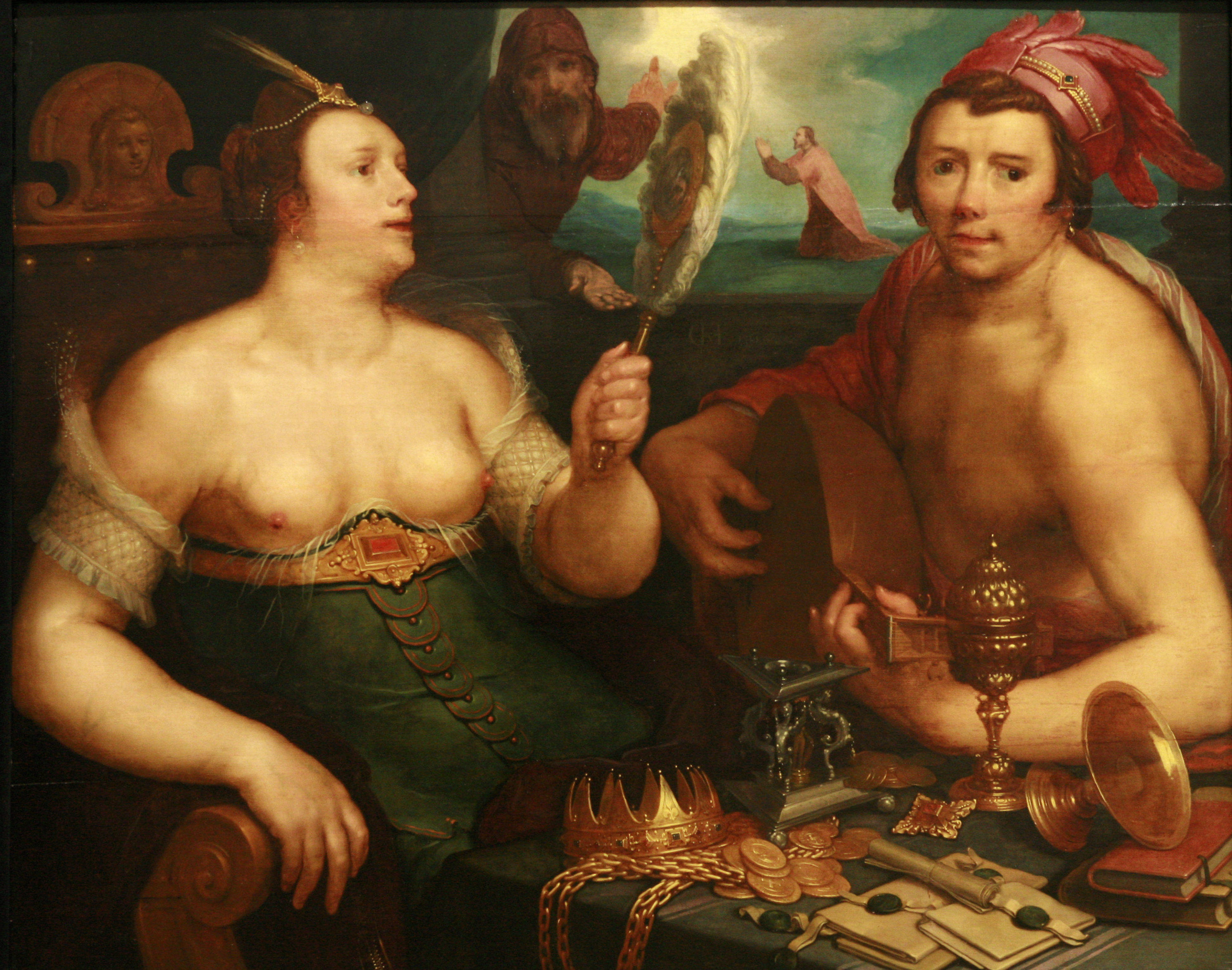
Alegoria próżności i skruchy (1616) Cornelis van Haarlem, Muzeum w Strasburgu.

Skrucha – refleksja nad własnym zachowaniem i poczucie żalu za złe czyny. Zwykle wiąże się z postanowieniem zmiany i prowadzenia bardziej odpowiedzialnego życia. Może stanowić jeden z elementów psychoterapii.

## Wymiar religijny
W wielu religiach, jak np. w chrześcijaństwie, jest to warunek odpuszczenia grzechów. 
W Kościele katolickim skrucha często wiąże się z wyznaniem grzechów podczas spowiedzi – żal za grzechy jest jednym z pięciu warunków jej dobrego odprawienia.
U Świadków Jehowy skrucha to zmiana sposobu myślenia i postępowania połączona z głębokim żalem, jeden z kroków do uzyskania Bożego przebaczenia.